# حمد المنتشری
حمد محسن المنتشری (عربی:حمد المنتشري) (زادهٔ ۲۲ ژوئن ۱۹۸۲ در جده) بازیکن سابق فوتبال اهل عربستان سعودی می‌باشد. وی تمام دوران حرفه‌ای باشگاهی خود را در باشگاه الاتحاد عربستان سپری کرده‌است.
او برای تیم ملی عربستان ۵۴ مرتبه به میدان رفته است و ۸ گل ملی در کارنامهٔ خود نیز دارد.

## بازیکن سال فوتبال آسیا
حمد المنتشری در سال ۲۰۰۵ به عنوان بازیکن سال فوتبال آسیا انتخاب شد. تا پیش از آن دو بازیکن عربستانی دیگر موفق شده بودند این عنوان را کسب کنند.